# 兵庫県道426号網手の浜加野線
兵庫県道426号網手の浜加野線（ひょうごけんどう426ごう あみでのはまかのせん）は、兵庫県姫路市を通る一般県道である。

## 概要
姫路市家島町真浦の網手港付近から真浦港付近に至る。

### 路線データ
- 起点：兵庫県姫路市家島町真浦
- 終点：兵庫県姫路市家島町真浦（兵庫県道425号宮真浦線終点）
- 総延長：1.798 km

## 地理

### 通過する自治体
- 姫路市

### 交差する道路
| 交差する道路          | 交差する場所 | 交差する場所 |
| --------------------- | ------------ | ------------ |
| 兵庫県道425号宮真浦線 | 家島町真浦   | 終点         |

### 沿線
- 姫路市立家島中学校
- 兵庫県立家島高等学校